# Assassin's Creed Shadows
Assassin's Creed Shadows est un jeu vidéo de rôle et d'action-aventure développé par Ubisoft Québec et édité par Ubisoft, sorti le 20 mars 2025 sur Windows, PlayStation 5, Xbox Series, Amazon Luna et macOS. Le jeu est le quatorzième volet majeur de la série Assassin's Creed et le successeur d'Assassin's Creed Mirage sorti en 2023, ainsi que le premier titre à être inclus sur la plateforme Assassin's Creed Infinity.
Se déroulant dans le Japon du XVIe siècle, durant l'époque Azuchi Momoyama, le jeu se concentre sur la lutte millénaire entre la Confrérie des Assassins, qui combat pour la paix et la liberté, et l'Ordre des Templiers, qui désire la paix par le contrôle, du point de vue de deux protagonistes : Naoe, une femme shinobi, et Yasuke, un samouraï africain inspiré du personnage historique du même nom. Les deux personnages se contrôlent différemment et proposent un style de jeu unique, permettant d'aborder les quêtes de plusieurs manières.

## Système de jeu
Assassin's Creed Shadows est un jeu d'action-aventure et d'infiltration similaire à ses prédécesseurs de la franchise. Il est développé sur une version améliorée du moteur Ubisoft Anvil, utilisant un éclairage dynamique et des interactions environnementales. Les améliorations comprennent l'ajout d'objets destructibles et la possibilité de manipuler les ombres et d'utiliser un grappin pour le parkour. Le monde ouvert du jeu, dont la taille est comparable à celle d'Assassin's Creed Origins, progresse au fil des saisons, chacune affectant le gameplay : eau gelée et stalactites en hiver, herbe haute et plantes en fleurs au printemps. Les missions ne sont pas linéaires, encourageant les joueurs à traquer et à éliminer les cibles librement malgré une limitation liée au niveau d'avancement du personnage. Le joueur peut recruter et former un réseau d'espions pour recueillir des renseignements.
Les nouvelles fonctionnalités du jeu incluent la possibilité de ramper sur le sol, ce qui permet au joueur d'éviter d'être détecté et de passer par de petites ouvertures. Le personnage peut s'aventurer dans des eaux peu profondes en respirant à l'aide d'un bâton de bambou. La « vision d'aigle » fait son retour, mais contrairement à Assassin's Creed Mirage, elle ne révèle pas les personnages non-joueur (PNJ) à travers les murs. Les personnages principaux peuvent entrer dans un nouveau mode qui permet de rapidement et facilement recueillir des informations sur les cibles, par exemple en s'accroupissant sur des points de vue élevés, mais il n'y a pas l'aide possible de l'aigle traditionnel,. Se cacher dans l'ombre rend le personnage invisible aux yeux de ses ennemis, à l'intérieur comme à l'extérieur. Se déplacer en s'accroupissant permet au joueur de se déplacer silencieusement.
Les joueurs peuvent passer d'un personnage à l'autre au fil des missions : Naoe et Yasuke. Une sélection variée d'armes historiques est disponible, du katana à la massue de guerre kanabō en passant par les lances yari, les shuriken, les kunai et le kusarigama. Chaque personnage est complémentaires et combat différemment, ce qui permet de varier les actions et la durée de jeu.
Les joueurs ont aussi la possibilité de construire un village (aussi appelé Repaire) personnalisé pour avancer dans l'histoire, mais pour cela, ils auront besoin de monnaie et des matériaux. (bois, paille et minéraux). Des décorations et des animaux pourront être trouvés dans des coffres ou en complétant des missions. Pour les animaux, il faut utiliser la nouvelle fonction de peindre les animaux. Les espèces se trouvent généralement dans la nature.

## Histoire
La trame narrative se passe essentiellement dans la région du Kansai durant la période d'unification du Japon et plus précisément l'époque Azuchi Momoyama, entre 1579 et 1584.
Comme les précédents titres d'Assassin's Creed, des personnages basés sur des personnages historiques sont présents dans le jeu, notamment Yasuke, les missionnaires Luís Fróis et Alessandro Valignano, le daimyō Oda Nobunaga, le samouraï Hattori Hanzō, Akechi Mitsuhide et Ise Sadaoki, les marchands Imai Sōkun et Imai Sōkyū, et le maître de thé Sen no Rikyū, entre autres. Plusieurs événements servent la trame narrative dans le jeu : la guerre Iga de Tenshō ou l'incident du Honnō-ji par exemple.

## Développement et sortie
Shadows est annoncé lors de la présentation qui a eu lieu pour célébrer le 15e anniversaire d'Assassin's Creed en septembre 2022, sous le titre provisoire Assassin's Creed: Codename Red. Aucune autre annonce officielle n'est faite sur le jeu avant le 13 mai 2024, date à laquelle le titre final est dévoilé. La  révélation officielle d'une première cinématique du jeu a lieu le 15 mai. Initialement prévu pour le 15 novembre 2024, le jeu devait être présenté à la presse lors du Tokyo Game Show le 26 septembre. Deux jours avant l'événement, Ubisoft annule sa participation évoquant "diverses raisons".  Marc-Alexis Côté, producteur de la série chez Ubisoft Québec, annonce finalement que le jeu doit être peaufiné et est repoussé au 14 février 2025 pour une sortie sur PC (Steam, Ubisoft Connect), Playstation 5 et Xbox Series. 
À la suite de ce report et aux potentielles mauvaises ventes de Star Wars Outlaws, la valeur de l'action d'Ubisoft chute à 9,45 €, signant la plus forte baisse du SBF 120. Dans une note aux investisseurs, Yves Guillemot, le PDG d'Ubisoft explique que la société va se recentrer sur ses jeux en monde ouvert et ses GAAS et qu'elle ne fait la promotion d'aucun agenda.
Le 9 janvier 2025, Ubisoft annonce un nouveau report de la sortie du jeu, cette fois-ci prévue pour le 20 mars 2025,,,.
Pour la promotion du jeu, Ubisoft fait un partenariat avec la chaîne Lofi Girl.

## Accueil

### Critique
Après une « série noire d’échecs commerciaux » des produits Ubisoft, Assassin's Creed Shadows bénéficie d'un accueil positif de la critique. Les médias soulignent que l'avenir de la société est étroitement liée aux résultats commerciaux du dernier volet de son jeu vidéo le plus connu,.

### Ventes
Le jeu dépasse le cap du million de joueurs en 16 heures et les deux millions en seulement 2 jours. Cette étape a été plus rapidement franchie que pour Assassin's Creed Origins et Assassin's Creed Odyssey mais moins que pour Assassin's Creed Valhalla,,,.
À sa sortie, le titre incarne le meilleur lancement « physique » de l'année au Royaume-Uni, selon le journaliste Christopher Dring, dépassant ainsi Monster Hunter Wilds. Toujours sur ce marché, l’œuvre s'est plus écoulé en une semaine que Star Wars Outlaws en 3 mois.

### Galerie artistique
- Ubisoft, « Art Blast », sur ArtStation, 27 mars 2025 : recueil de concept arts et de bandes de démonstration du jeu fini.